# Arrondissement Annecy
Annecy is een arrondissement van het Franse departement Haute-Savoie in de regio Auvergne-Rhône-Alpes. De onderprefectuur is Annecy.

## Kantons
Het arrondissement was tot 2014 samengesteld uit de volgende kantons:
- Kanton Alby-sur-Chéran
- Kanton Annecy-Centre
- Kanton Annecy-Nord-Est
- Kanton Annecy-Nord-Ouest
- Kanton Annecy-le-Vieux
- Kanton Faverges
- Kanton Rumilly
- Kanton Seynod
- Kanton Thônes
- Kanton Thorens-Glières

Na de herindeling van de kantons bij decreet van 13 februari 2014, met uitwerking op 22 maart 2015, omvat het volgende kantons :
- Kanton Annecy-1
- Kanton Annecy-2
- Kanton Annecy-3 ( ex Annecy-le-Vieux )
- Kanton Annecy-4 ( ex-Seynod )
- Kanton Faverges ( deel 26/27 )
- Kanton La Roche-sur-Foron ( deel 2/27 )
- Kanton Rumilly